# 겉보기 역행 운동

지구(파란색)가 화성(빨간색)과 같은 외행성을 지날 때, 외행성은 일시적으로 그것의 방향의 반대로 하늘을 가로지르는 것처럼 보일 것이다.

겉보기 역행 운동(~ 逆行 運動, apparent retrograde motion)은 행성이나 천체가 특정 위치에서 관측될 때, 그것이 속한 행성계 내에서 다른 천체들의 방향과는 반대로 이동하는 것이다. 순행 운동(順行 運動, direct 또는 prograde motion)은 다른 천체들과 같은 방향으로의 이동이다.
영문 용어인 다이렉트(direct)와 프로그레이드(prograde)는 이 글의 문맥에서는 동일하지만, 전자는 전통적인 천문학 용어이며, 후자는 1963년에 천문학 관련 전문 문헌의 개요에서 처음 등장했다.

## 어원
레트러그레이드(retrograde)라는 용어는 라틴어로 "뒤로"를 뜻하는 접투사 레트로(retro)와 걸음이나 "가는"을 뜻하는 그라디(gradi)의 합성어로써 "뒷걸음"을 뜻하는 단어 레트로그라두스(retrogradus)에서 파생되었다. 레트러그레이드는 황도대와 항성 그리고 천구의 다른 천체들에 대한, 하늘을 지나는 행성의 이동 경로를 묘사하는데 가장 일반적으로 사용되는 형용사이다. 그러한 맥락으로, 그 용어는 지구로부터 관찰 될 때, 실제로 잠시 멈줬다가 특정 시간에 반대 방행으로 이동하는 것으로 보이는 행성을 부를 때에 사용된다. 하지만, 태양 중심적으로 본다면, 행성이 언제나 같은 일정한 방향으로 영구히 공전하는 것으로 이해된다.
"수성의 역행"은 역행 운동이 명사로 사용된 용어의 한 예이다. 또한, 역행(逆行, retrograde)은 때때로 반대 방향으로 이동하거나 움직이는 것으로 보이게 됨을 뜻하는 "역행하다"는 자동사로도 사용된다.
한글 용어 역행(逆行)은 일정한 방향과는 반대로 감을 뜻하는 한자어이다.
밤하늘을 관측할 때, 행성은 때때로 항성으로 오인될 수 있지만, 실제로 행성은 밤마다 항성에 대한 위치가 바뀐다. (뒤로의) 역행과 (앞으로의) 순행은 천체가 마치 지구를 공전하고 있는 것처럼 관측된다. 150년 경에 고대 그리스의 천문학자 프톨레마이오스는 지구가 태양계의 중심이라고 믿었지만, 역행과 순행의 용어를 항성에 대한 행성의 이동을 묘사하는데 사용했다. 오늘날 행성이 태양을 공전하는 것으로 알려졌음에도 불구하고, 지구에서 관찰되는 항성에 대한 행성의 이동을 묘사하는데 있어서 같은 용어가 계속 사용되고 있다. 태양과 마찬가지로 행성도 동쪽에서 떠서 서쪽에서 진다. 한 행성이 항성에 대하여 동쪽으로 이동할 때를 순행이라 부르며, 그 행성이 항성에 대해 (반대 경로의) 서쪽으로 이동할 때를 역행이라 부른다.

## 외견상의 이동

T1, T2, ~, T5: 지구의 위치
P1, P2, ~, P5: 한 행성의 위치
A1, A2, ~ A5: 천구로의 투영

### 지구에서 관측할 때
우리가 하늘을 관측할 때, 태양과 달 그리고 항성은 (일주 운동이라고도 불리는) 지구의 자전으로 인해 동쪽에서 서쪽으로 이동하는 것으로 보인다. 그러나 우주왕복선과 많은 인공위성과 같은 궤도 선회 우주선은 서쪽에서 동쪽으로 이동하는 것으로 보인다. (실제로 그것들은 달과 같은 방향으로 지구를 공전한다.) 인공위성들은 사실상 순행하지만, 지구의 자전속도 보다 그것들의 공전속도가 빠르며, 따라서, 달의 방향의 반대로 이동하는 것으로 보인다. 화성은 유사하게 공전하는 천연 위성인 포보스를 갖고 있다. 그것의 공전 주기는 화성의 하루보다 짧기 때문에, 화성의 표면에서 본다면, 그것은 반대 방향으로 이동하는 것으로 보인다. 달과 같은 방향으로 서쪽으로 이동하여 직관에 반대되는 실질적으로 역행하는 보다 적은 수의 위성도 있다.

2009~2010년에 게자리에 대한 화성의 외견상 경로.

지구에서 볼 때, 모든 행성은 주기적으로 하늘을 지나는 방향을 바꾼다. 지구의 자전의 결과로 밤마다 모든 행성과 항성이 동쪽에서 서쪽으로 이동하는 것으로 보이지만, 외행성은 항성에 비해서 점진적으로 천천히 동쪽으로 이동한다. 그러한 이동은 행성에게 있어서는 일반적이며, 따라서 순행 운동으로 여겨진다. 그러나, 지구는 궤도밖의 외행성보다 더 짧은 기간에 공전을 완료하므로, 다차선의 고속도로에서 더 빠른 자동차처럼, 주기적으로 그것들을 추월한다. 그렇게 될 때, 추월되는 행성은 먼저 동쪽으로의 이동을 멈추고 나서, 다음에는 반대의 서쪽으로 이동한다. 그리고 나서, 지구가 그 행성을 앞지르게 되면, 그것이 정상적인 방향으로의 이동을 재개하는 것으로 보인다. 내행성들인 금성과 수성도 유사한 방식으로 역행하는 것으로 보이지만, 지구에서 봤을 때 절대 태양과 충을 이루지 않는 그것들의 역행 주기는 태양과의 내합에 달려있다. 소행성과 (명왕성을 포함하는) 카이퍼 대의 천체들도 겉보기 역행이 나타난다.
흥미롭게도, 갈릴레오의 그림들은 1612년 12월 28일에 그가 해왕성을 처음 관측했고, 1613년 1월 27일에 다시 관측했음을 보여준다. 두 경우 모두, 밤하늘에서 해왕성이 목성과 매우 가깝게 (합에) 있었을 때, 갈릴레오는 그것을 항성으로 오인했고, 그러므로, 그가 해왕성의 발견자로 인정되지 않는다. 1612년 12월에 그의 최초 발견의 기간 동안, 해왕성은 그것은 밤하늘에서의 정지 상태에 있었고, 바로 그날에 역행으로 돌아섰다. 그 기간에 해왕성은 연간의 역행 주기를 시작하고 있었으므로, 그 행성의 이동은 갈릴레오의 작은 망원경으로 발견되기에는 너무 경미했다.
더 먼 거리의 행성일수록 더 빈번하게 역행한다(겉보기 역행 운동은 태양-지구-외행성이 충일 때 일어나는데, 더 먼 거리의 행성일수록 그 주기가 짧아지기 때문이다. 이유는 거리가 멀면 공전 주기가 길고 따라서 지구에서 보기에 거의 안 움직이는 것처럼 보이는데, 그러면 실질적으로 충은 지구의 공전에 좌우된다. 반면 화성 같은 경우 공전 주기가 2년 정도밖에 안 되기 때문에 화성의 공전도 영향을 많이 받는다).
- 화성은 25.6개월마다 72일을 역행한다.
- 목성은 13.1개월마다 121일을 역행한다.
- 토성은 12.4개월마다 138일을 역행한다.
- 천왕성은 12.15개월마다 151일을 역행한다.
- 해왕성은 12.7개월마다 158일을 역행한다.

극도로 먼 (이동하지 않는) 가상의 행성이 있다고 가정한다면, 시차에 따른 그것의 연간의 겉보기 역행에는 거의 반년이 걸릴 것이다.
그러한 역행들 간의 기간은 관측하는 행성의 회합 주기에 부합한다.

2003년에 지구에서 관측된 화성의 겉보기 역행 이동. 그림을 클릭하면 움직이는 선으로 그것의 이동을 볼 수 있다.

겉보기 역행은 고대인들에게 수수께끼였으며, 그러한 천체들이 "행성들(planets)"이라고 이름 지어진 한가지 이유가 되었다.: "플래닛'(Planet)"은 그리스어로 "방랑자"를 뜻하는 단어에서 파생되었다. 태양계의 지구중심적 모형에서, 역행 운동은 행성이 이심원과 주전원으로 이동한다는 것으로 설명되었다. 코페르니쿠스의 생애 때까지 그것이 오인이라고 여겨지지 않았다. 옆의 움직이는 그림은 2003년에 물병자리를 배경으로 일어난 화성의 역행 운동을 보여준다.

### 수성에서 관측될 때
수성의 표면의 특정 지점에서, 한 관측자가 태양을 관측할 수 있다면 수성의 하루 (176일)동안 떠오른 뒤에 반대로 이동하여 졌다가 다시 떠오르는 태양을 볼 수 있을 것이다. 수성이 근일점에 도달하기 전의 지구일로 거의 나흘 동안과 근일점 이후의 나흘 동안은 수성의 공전 각속도가 자전 각속도를 추월하기 때문에, 태양의 그러한 겉보기 역행 운동이 나타난다. 수성의 타원 궤도는 태양계의 다른 어느 행성의 것보다 원형에서 더 벗어나 있고, 근일점 근처에서 확연히 더 빨라지는 공전 각속도를 야기한다.

## 점성술에서의 역행 운동
점성술에서 전통적으로 역행 운동은 '본래의' 방향에 반하여 이동하였으므로, 불운하거나 불길하다고 여겨졌고, 출생 때에 역행하던 행성은 출생 천궁도의 취약점으로 여겨졌다.
심리 점성술은 전통적인 것과는 다른 접근법을 취하는데, 역행 하는 행성은 외면의 사실보다는 내면의 현실을 향하며, 과거에 관한 것이라고도 한다. 마사 랭 위스콧은 천궁도의 출생인에게 초기의 부양자들에게 해가 되지 않도록 (역행하는 행성에 의해 나타나는) 어떤 특징을 억제시키거나 사라지게 만드는 효력을 지니는 유년의 사건들을 묘사하는 함으로써 역행 운동을 설명한다.
태양과 달은 절대로 역행하지 않지만, 동등한 조건을 갖는다. 예를 들어, 17세기의 점성술의 거장 윌리엄 릴리에 의하면, 달의 일주 운동이 상대적으로 느릴 때에, 달은 마치 역행하는 것처럼 역할한다. 그리고, 닐 미켈슨은 태양이 역행의 방식으로 행동하는 조건 하의 상황을 묘사한다.
천궁도에서 역행 운동 운동은 철자 R에 꼬리가 달린 ℞로 표시된다. 아직까지 역행 운동이 다소 "불길하다"는 주장을 포함하는 점성술의 예언적 주장들을 지지하는 어떠한 자료도 없음에 유의할 필요가 있다.

## 같이 보기
- 실제 역행 운동
- 히파르코스
- 프톨레마이오스
- 심괄
- 구면 천문학
- 위박